# Nachtgeschrei
I Nachtgeschrei erano un gruppo tedesco, formatosi a Francoforte sul Meno nel 2006, i cui generi musicali erano il medieval rock e il folk metal.

## Storia della band

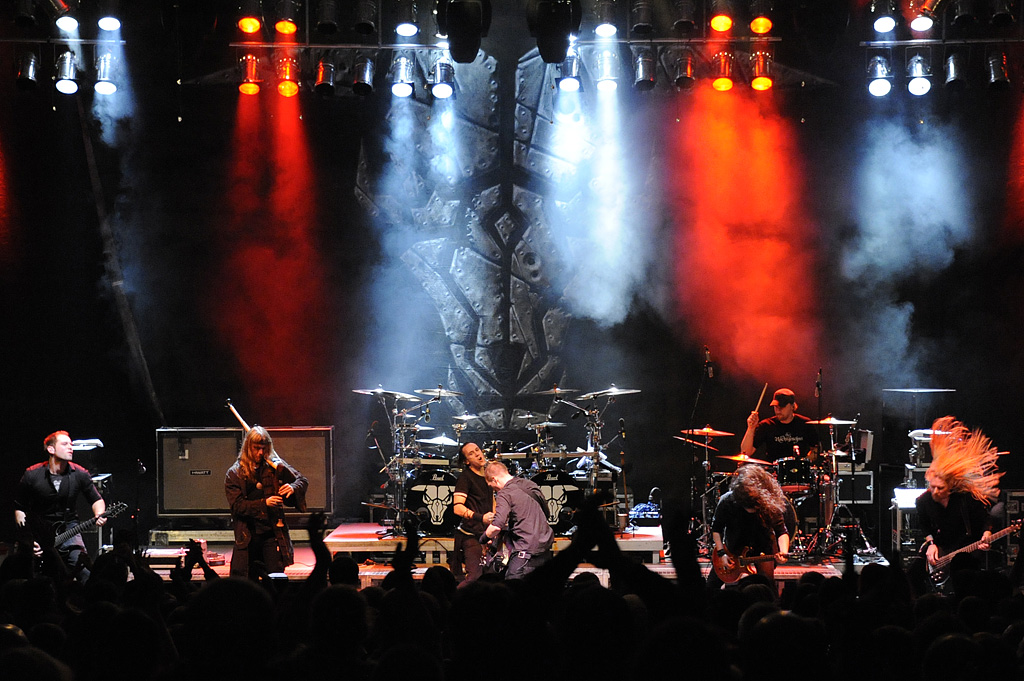
Nachtgeschrei nell'anfiteatro Hanau il 17 settembre 2010.

La band era composta dai membri dell'ex gruppo folk rock Black Sheep, ovvero Joachim Penc, Dominik Stephan e Sanedin Pepeljak, e dalla band death metal Paimon, i cui componenti erano Oliver Klein, Daniel Arncken e Tilman Scholz.
Dopo la sua fondazione, la band ha pubblicato due dischi promozionali nel 2006 e nel 2007, i quali venivano distribuiti ai concerti e ai festival tramite lo stand o venduti sulla loro homepage. I CD promo contengono canzoni come Der Meister e Lass mich raus, che saranno presenti nel loro album di debutto. Da quando i Nachtgeschrei hanno firmato per l'etichetta discografica Massacre Records, i promo non vengono più distribuiti.
Il 2 maggio 2008, l'album di debutto Hoffnungsschimmer è stato pubblicato dalla Massacre Records. La band e l'album sono stati presentati nel numero di maggio di diverse riviste, tra cui Rock Hard, dove l'album ha ottenuto 7 punti su 10, Metal Hammer, ricevendo 6 punti su 7, Sonic Seducer, EMP, Legacy, Zillo e il Gothic-Magazin.
Il 20 marzo 2009, la band ha pubblicato l'album Am Rande der Welt, in collaborazione con l'artista e grafico californiano Travis Smith, noto per aver realizzato l'artwork di diversi album per band come Opeth, Amorphis e Katatonia. In passato, i contributi dei Nachtgeschrei sono stati inclusi in una serie di compilation e nel DVD per il Feuertanzfestival del 2008, insieme ad artisti come i Subway to Sally. Il 26 novembre 2010 è stato pubblicato l'album Ardeo.
Nel 2011, la band ha suonato dal vivo a festival come l'Hörnerfest ed è stata il gruppo spalla per i Subway to Sally. Dalla sua fondazione, la band è stata ingaggiata anche in festival medievali come il Miroque-Festival o in festival come il Wave-Gotik-Treffen o il Rockharz Open Air. Nell'aprile 2012, il cantante Holger Franz ha lasciato il gruppo per motivi familiari; la band lo ha sostituito con Martin LeMar, ex voce della band Mekong Delta. Nel maggio 2012 la band ha pubblicato una compilation digitale, Eine Erste Kerbe, contenente alcuni dei brani migliori tratti dagli album precedenti.
All'inizio del 2015, Joachim Penc è emigrato in Nuova Zelanda ed è stato sostituito da Lauren Weser, la quale è apparsa per la prima volta in concerto a Monaco, il 18 aprile 2015. Dopo aver pubblicato, nel 2009, solo un video musicale Niob, composto da scene tratte dai concerti live, il 23 luglio 2015 è stato pubblicato un video per la canzone Monster. Il nuovo album Staub und Schatten è stato distribuito il 7 agosto dall'Oblivion/SPV. L'album Tiefenrausch è stato pubblicato il 3 marzo 2017. Il 2 giugno 2017, la band ha annunciato di volersi sciogliere e ha suonato per l'ultima volta nei concerti organizzati nella primavera del 2018.

## Stile musicale
La band può essere classificata come gruppo folk metal e medieval rock, ma non riarrangiano testi o melodie tradizionali, piuttosto rielaborano in musica diversi temi narrativi, per lo più attuali e senza tempo. Elementi importanti dei Nachtgeschrei sono la musica metal e rock, nonché la strumentazione folkloristico-medievale.

## Formazione

### Formazione attuale
- Martin LeMar - voce (2012-2018)
- Sanedin Pepeljak - chitarra (2006-2018)
- Tilman Scholz - chitarra (2006-2018)
- Oliver Klein - basso (2006-2018)
- Stefan Kolb - batteria (2008-2018)
- Dominik Stephan - cornamusa, schalmei (2006-2018)
- Lauren Weser - voce, ghironda (2015-2018)

### Ex componenti
- Holger Franz - voce (2006-2012)
- Daniel Arncken - batteria (2006-2008)
- Joachim Penc - ghironda, fisarmonica (2006-2015)

## Discografia

### Album in studio
- 2008 – Hoffnungsschimmer (Massacre Records)
- 2009 – Am Rande der Welt (Massacre Records)
- 2010 – Ardeo (Massacre Records)
- 2013 – Aus Schwärzester Nacht (Massacre Records)
- 2015 – Staub und Schatten (Oblivion/SPV)
- 2017 –  Tiefenrausch (Oblivion/SPV)

### Singoli
- 2013 – Sirene (Massacre Records)

### Compilation
- 2012 – Eine Erste Kerbe (Massacre Records) Digitales Best-of Album.

### Promo
- 2006 – Promo 2006
- 2007 – Promo 2007

## Video
- 2009 – Niob
- 2015 – Monster
- 2017 – Tiefenrausch